# Bodio Lomnago
Bodio Lomnago (Boeusc Lomnagh in dialetto varesotto, AFI: /ˈbøːʃ lumˈnaːk/) è un comune italiano di 2 240 abitanti della provincia di Varese in Lombardia.

## Storia

### Preistoria
L'insediamento di Bodio Lomnago, il cui etimo è di origine ancora sconosciuta, anche se già usato nel Medioevo, nascerebbe già nell'età della Pietra come villaggio palafitticolo sul lago di Varese. Questa ipotesi è suffragata dal ritrovamento vicino alle rive del lago di importanti resti archeologici quali vasellame, attrezzi, strutture lignee assimilabili a palafitte e addirittura fondazioni di periodi seguenti, che dimostrano come la zona fosse fra le più popolate e attive del bacino.
Tre stazioni palafitticole furono scoperte nel 1863: il 28 aprile fu scoperta la stazione di Bodio Centrale (detta anche delle Monete, poiché furono ritrovate anche 128 monete romane), il 1º dicembre quelle di Desor (a nord, in località Maresco) e Keller (a sud-est, in località Gaggio). I reperti ritrovati e le analisi delle strutture lignee hanno evidenziato una frequentazione del sito dal Neolitico all'età del Bronzo.
Numerosi i reperti rinvenuti nei tre siti: frammenti di ceramiche (olle, tazze, ciotole e scodelle), di strumenti in selce (raschiatoi per il taglio dei vegetali e punte di freccia) e in bronzo, sia per ornamento (spilloni) che per l'attività lavorativa (punte di lancia, lame di pugnale).
La stazione palafitticola di Bodio Centrale è stata inserita nel 2011 nella lista UNESCO del Patrimonio Mondiale dell'Umanità, insieme ad altre due stazioni palafitticole della provincia di Varese, l'Isolino Virginia (lago di Varese) e il Sabbione (lago di Monate).

### Età antica
Il territorio fece parte dell'areale dei Celti insubri, che, più tardi romanizzati, sfruttarono la natura collinosa del territorio per stabilire una torre di osservazione e comunicazione sulla sommità del colle oggi conosciuto come Monte Rogorella. Attualmente incluso in una proprietà privata, il sito conserva ancora le fondazioni tipiche e gode di un ampio campo visivo fino sulle sponde del Lago Maggiore.
Alle pendici della Rogorella si sono inoltre trovati importanti resti celtici, quali monili, gioielli e altri oggetti di uso comune. Altri reperti tipicamente celtici che si possono trovare nei boschi che ricoprono buona parte delle colline presenti sono delle pietre utilizzate dai Celti per le loro cerimonie religiose e sacrificali. Queste pietre, sagomate a modo di altare e dotate di caratteristica concavità centrale o plurime, usata probabilmente per raccogliere sacrifici o celebrazioni rituali, sono chiamate "coppelle" per via della forma delle incisioni.

### Età medioevale
Seguendo il destino dell'Insubria, anche Bodio Lomnago passò sotto il dominio dei Longobardi. Testimone di questo periodo è la piccola chiesa di San Sigismondo, attualmente San Crocifisso, recentemente restaurata, localizzata nel centro storico del paese.
Con l'avvento del Medioevo, Bodio entrò a far parte di vari feudi in mano alle famiglie della nobiltà locale (Bossi, Daverio, Sessa) ed è in questo periodo che viene menzionato per la prima volta il nome Bodio in documenti dell'epoca. 
Dal 1395 Bodio fu integrato nel Ducato di Milano, stato cui appartenne fino all'epoca napoleonica.
Nel 1538, i Bossi avevano in feudo non solo la terra di Bodio, ma anche la vicina Azzate e tutta la Val Bodia.

### Età contemporanea
Bodio e Lomnago furono uniti una prima volta in epoca napoleonica a seguito del Progetto di concentrazione del Dipartimento del Lario del Regno d'Italia napoleonico del 1807, come comune denominativo di Bodio, con i soppressi comuni aggregati di Bodio e Lomnago, nel cantone I di Varese, distretto II di Varese. Successivamente il comune di Bodio fu aggregato a quello di Daverio nel 1812. Bodio e Lomnago tornarono successivamente autonomi, parte prima del Regno Lombardo-Veneto e quindi del Regno d'Italia. Entrambi i comuni furono ricompresi nella provincia di Como, circondario di Varese, e dal 12 gennaio 1927 nella neo costituita provincia di Varese. Nel 1928 il comune di Bodio fu soppresso e aggregato a quello di Lomnago. L'attuale nome risale al 27 ottobre 1946, quando entrò in vigore il decreto che accolse la richiesta dell'allora comune di Lomnago di modica della denominazione in Bodio Lomnago.

### Simboli
Lo stemma e il gonfalone sono stati concessi con decreto del presidente della Repubblica del 1º agosto 1995.
Il gonfalone è un drappo di bianco con tre gigli di azzurro posti in basso, ordinati in fascia, riccamente ornato di argento e caricato dello stemma sopra descritto con l'iscrizione centrata in argento, recante la denominazione del Comune.

## Monumenti e luoghi d'interesse

### Architetture religiose
- Chiesa del Crocefisso
- Chiesa di San Giorgio martire (ex parrocchiale, Lomnago)
- Chiesa parrocchiale di Santa Maria Nascente

### Architetture civili

#### Villa Gadola-Beltrami (già Bossi)
La villa si compone di una serie corpi di fabbrica costruiti in epoche diverse, probabilmente a partire da una casatorre tardomedievale situata laddove oggi si trova un'ottocentesca torre merlata in stile romantico. Uno dei corpi che si affacciano sul cortile della villa presenta una loggia a due registri databile al Seicento. Di due secoli posteriori sono invece il corpo a sud del cortile e la facciata nord della villa, entrambi in stile neoclassico. A sud del corpo meridionale si sviluppa un giardino terrazzato.
Originariamente di proprietà dei Bossi, la villa passò successivamente ai Gadola e, infine, ai Beltrami.

#### Altre architetture civili
- Villa Corso-Acquadro e Cascina Orsi (in precedenza Torriani, poi Daverio, poi Bossi)
- Villa Puricelli

### Aree archeologiche
- Sito palafitticolo di Bodio centrale o delle Monete, iscritto nel 2011 nella prestigiosa lista del Patrimonio dell'umanità dell'UNESCO assieme ad altri Antichi insediamenti sulle Alpi palafitticoli di età preistorica

## Società

### Evoluzione demografica
- 278 nel 1751
- 243 nel 1805
- 620 dopo annessione di Lomnago nel 1809
- annessione a Daverio nel 1812
- 621 nel 1853
- 676 nel 1861
- 722 nel 1871
- 725 nel 1901
- 664 nel 1921

Abitanti censiti

## Amministrazione
Qui di seguito sono riportati i sindaci di Bodio Lomnago dal 1995 ad oggi:
| Periodo        | Periodo        | Primo cittadino   | Partito                               | Carica  | Note |
| -------------- | -------------- | ----------------- | ------------------------------------- | ------- | ---- |
| 23 aprile 1995 | 12 giugno 1999 | Fausto Sessa      | Indipendente                          | Sindaco |      |
| 13 giugno 1999 | 11 giugno 2004 | Fausto Sessa      | Lista civica                          | Sindaco |      |
| 13 giugno 2004 | 5 giugno 2009  | Liborio Rinaldi   | Lista civica                          | Sindaco |      |
| 7 giugno 2009  | 24 maggio 2014 | Bruno Pavan       | Lega Nord                             | Sindaco |      |
| 25 maggio 2014 | 25 maggio 2019 | Eleonora Paolelli | Lista civica - Cittadini in Movimento | Sindaco |      |
| 25 maggio 2014 | in carica      | Eleonora Paolelli | Lista civica - Cittadini in Movimento | Sindaco |      |